# Spirontocaris macrodonta
Spirontocaris macrodonta är en kräftdjursart. Spirontocaris macrodonta ingår i släktet Spirontocaris och familjen Hippolytidae. Inga underarter finns listade i Catalogue of Life.